# Agustín Fernández (actor)
Agustín Fernández Reyes (Nuevo Laredo, Tamaulipas, 30 de septiembre de 1920-Ciudad de México, 12 de agosto de 1991) fue un actor mexicano. Un actor de cuadro, solía interpretar personajes toscos y malencarados durante la Época de Oro del cine mexicano. Su recia constitución le permitió interpretar a numerosos militares o guardaespaldas.

## Biografía
Su padre fue el coronel Fernando Fernández Garza, originario de Villa del Progreso, ubicada en el estado de Coahuila, México. Su madre fue Eloísa Reyes Rojas de San Martín Texmelucan en el estado de Puebla, México. Su hermano fue el famoso cantante y actor Fernando Fernández y su primo hermano fue el célebre director de cine Emilio Fernández. Su medio hermano por parte de madre, fue el actor Jaime Fernández
Participó en papeles secundarios en muchas películas, alternando con actores como María Victoria, Carlos Orellana y Luis Beristáin en Los Paquetes de Paquita interpretando al pleitonero Kit Pachuca; con Silvia Pinal y Jaime Fernández en Una cita de amor como el nuevo juez de Acordada.

## Filmografía
- 1988 La gallera
- 1986 La fuga de Caro
- 1985 Lázaro Cárdenas
- 1983 Mercenarios de la muerte
- 1982 La combi asesina
- 1982 Toña, nacida virgen
- 1981 Mi nombre es Sergio, soy alcohólico ... Hombre en cantina (no acreditado)
- 1979 Bloody Marlene ... Conductor
- 1977 Mil caminos tiene la muerte
- 1976 Los albañiles ... Chóforo
- 1976 El hombre
- 1976 Zona roja
- 1975 El caballo del diablo ... Hombre en cantina (no acreditado)
- 1975 Noche de muerte ... Encargado del billar
- 1975 La mafia amarilla
- 1974 La muerte de Pancho Villa
- 1974 Fe, esperanza y caridad ... Amigo de Jonás (segmento "Caridad")
- 1970 La vida inútil de Pito Pérez
- 1969 El crepúsculo de un dios
- 1969 El hijo pródigo
- 1969 El caballo Bayo
- 1968 El caudillo
- 1967 El forastero vengador
- 1967 Los hermanos Centella
- 1966 Los jinetes de la bruja (En el viejo Guanajuato)
- 1966 El rata
- 1966 El alazán y el rosillo
- 1966 Tierra de violencia ... Secuaz (no acreditado)
- 1965 Los sheriffs de la frontera
- 1965 El gángster ... Secuaz de Teófilo
- 1965 Raíces en el infierno
- 1964 El gallo de oro ... El Yaqui (no acreditado)
- 1964 Las hijas del Zorro
- 1964 Las chivas rayadas (película)
- 1963 Paloma herida
- 1963 El charro Negro contra la banda de los cuervos
- 1963 Aventuras de las hermanas X ... Luciano
- 1963 El señor Tormenta
- 1963 La bandida ... Jugador de cartas (no acreditado)
- 1962 Los pistoleros ... Huaco (no acreditado)
- 1962 El justiciero vengador ... Lino
- 1962 Cazadores de cabezas ... Capataz
- 1961 El hijo del charro negro ... Tomás
- 1961 El padre Pistolas ... Jacinto (no acreditado)
- 1960 Neutrón, el enmascarado negro ... Marcelo, mayordomo (no acreditado)
- 1960 Revolver en guardia
- 1960 Vivo o muerto ... Filemón
- 1960 El impostor ... Esbirro de Navarro (no acreditado)
- 1960 Las cuatro milpas
- 1960 Pistolas invencibles ... Esbirro del toro (no acreditado)
- 1960 La casa del terror ... Rito (acreditado como Augustin Fernandez)
- 1959 Sonatas ... Guerrillero
- 1959 El que con niños se acuesta ... Agente de policía (no acreditado)
- 1959 El regreso del monstruo ... Román (no acreditado)
- 1959 Flor de mayo (Topolobampo)
- 1959 Me gustan valentones! ... Pantaleón
- 1959 La rebelión de los adolescentes (no acreditado)
- 1959 Café Colón ... Fernández
- 1958 Enchanted Island ... Kory Kory (no acreditado)
- 1958 Los muertos no hablan ... El dorado
- 1958 Una cita de amor ... Nuevo juez de acordada
- 1958 Aquí está Heraclio Bernal ... Mercé Azueta
- 1958 El águila negra en la ley de los fuertes ... Cochero
- 1956 Los amantes
- 1956 Encrucijada
- 1956 La muerte en este jardín (no acreditado)
- 1956 Enemigos ... Miguel, jugador de cartas (no acreditado)
- 1956 Los margaritos ... Don Nacho
- 1955 Los Paquetes de Paquita ... Kit Pachuca
- 1954 La rebelión de los colgados ... Gusano
- 1954 Nuevo amanecer
- 1954 Los Fernández de Peralvillo ... Guardaespaldas de Mario (no  acreditado)
- 1954 El jinete
- 1954 La gitana blanca ... Gabriel
- 1954 El rapto ... Espectador en el juicio (no acreditado)
- 1954 El valor de vivir
- 1953 Reportaje... Paramédico (no acreditado)
- 1953 Frontera norte ... Esbirro del baby (no acreditado)
- 1953 Sí, mi vida ... Esbirro de Demetrius
- 1953 La mujer desnuda ... Policía (no acreditado)
- 1953 Ambiciosa (no acreditado)
- 1952 Cuando los hijos pecan
- 1952 Yo fui una callejera ... Romo, esbirro de Rodolfo
- 1952 Los hijos de nadie (Dos caminos) ... Motorista borracho
- 1952 La noche avanza ... Pelotari (no acreditado)
- 1952 Los tres alegres compadres
- 1952 Pasionaria ... Alma negra (no acreditado)
- 1952 Sangre en el barrio ... Empleado fábrica (no acreditado)
- 1952 El mar y tú ... Saturnino
- 1951 Radio Patrulla (no acreditado)
- 1951 Acá las tortas (no acreditado)
- 1951 El tigre enmascarado ... Don Tomás
- 1951 Una viuda sin sostén
- 1951 Corazón de fiera ... Tomás (no acreditado)
- 1951 Si usted no puede, yo sí ... Hombre en cantina (no acreditado)
- 1951 Víctimas del pecado ... Esbirro de Rodolfo (no acreditado)
- 1950 Rosauro Castro ... Rubén, hermano de Pedro
- 1950 Un día de vida
- 1950 Pasión jarocha
- 1950 Duelo en las montañas ... Teniente (no acreditado)
- 1950 La negra Angustias ... Hijo de Melitón
- 1949 Callejera
- 1949 La malquerida .. Hombre en cantina (no acreditado)
- 1949 Pueblerina ... Tiburcio
- 1949 Lola Casanova ... Cuna de gato
- 1942 La isla de la pasión (no acreditado)